# Tetracynodon
Tetracynodon — вимерлий рід тероцефалів. Скам'янілості Tetracynodon були знайдені в басейні Кару в ПАР. Відомі два види: типовий вид T. tenuis з пізньої пермі та вид T. darti з раннього тріасу. Обидва види були маленькими та, ймовірно, харчувалися комахами та дрібними хребетними. Хоча Tetracynodon більше пов'язаний зі ссавцями, ніж з рептиліями, його мозкова оболонка дуже примітивна і має більше спільного з сучасними амфібіями та рептиліями, ніж зі ссавцями.

## Пермо-тріасове виживання
Tetracynodon був одним із небагатьох родів терапсидів, які, як відомо, пережили пермо-тріасове вимирання. Крім Tetracynodon, єдиними родами тероцефалів, відомими з обох боків пермо-тріасового кордону, є Moschorhinus і Promoschorhynchus. Тріасовий вид Tetracynodon darti був би частиною фауни, яка пережила вимирання, спільноти з низьким розмаїттям терапсидів та інших наземних хребетних. Тріасовий вид Tetracynodon darti порівняно невеликий порівняно з пермськими бауріоїдами. Це може бути можливим прикладом ефекту Ліліпутії, коли дрібні види частіше зустрічаються одразу після масового вимирання.